# Hugh Wardell-Yerburgh
Hugh Arthur Wardell-Yerburgh (ur. 11 stycznia 1938 w Wells, zm. 28 stycznia 1970 w Chertsey) – brytyjski wioślarz, srebrny medalista olimpijski.

## Kariera
Wystąpił na igrzyskach olimpijskich w Tokio w 1964, gdzie reprezentacja Wielkiej Brytanii w składzie: John Russell, Hugh Wardell-Yerburgh, William Barry i John James zdobyła srebrny medal w czwórkach bez sternika. W finale o 1,17 sekundy przegrali z Duńczykami, a o 0,90 sekundy pokonali osadę USA. Był to jego jedyny start olimpijski.
Kształcił się w Eton College, następnie uzyskał dyplom z inżynierii na Uniwersytecie Bristolskim. W latach 1966-68 uczył w Eton. Był też analitykiem w przedsiębiorstwie Plessey.
Jego żoną była Janet Bewley-Cathie-Wardell-Yerburgh.
Hugh Wardell-Yerburgh zginął w wypadku samochodowym w wieku 32 lat.